# Premna collinsae
Premna collinsae là một loài thực vật có hoa trong họ Hoa môi. Loài này được Craib miêu tả khoa học đầu tiên năm 1914.